# Bourgogne-Fresne
Bourgogne-Fresne est, depuis le 1er janvier 2017, une commune nouvelle française située dans le département de la Marne en région Grand Est.

## Géographie

### Localisation
| Auménancourt | Saint-Étienne-sur-Suippe | Boult-sur-Suippe |
| Brimont      | Bourgogne-Fresne         | Pomacle          |
|              | Bétheny                  | Witry-lès-Reims  |

### Hydrographie

#### Réseau hydrographique
La commune est dans la région hydrographique « la Seine du confluent de l'Oise (inclus) à l'embouchure » au sein du bassin Seine-Normandie. Elle est drainée par la Suippe et divers bras de la Suippe,.
La Suippe, d'une longueur de 82 km, prend sa source dans la commune de Tailly et se jette  dans l'Aisne à Saint-Juvin, après avoir traversé 27 communes.

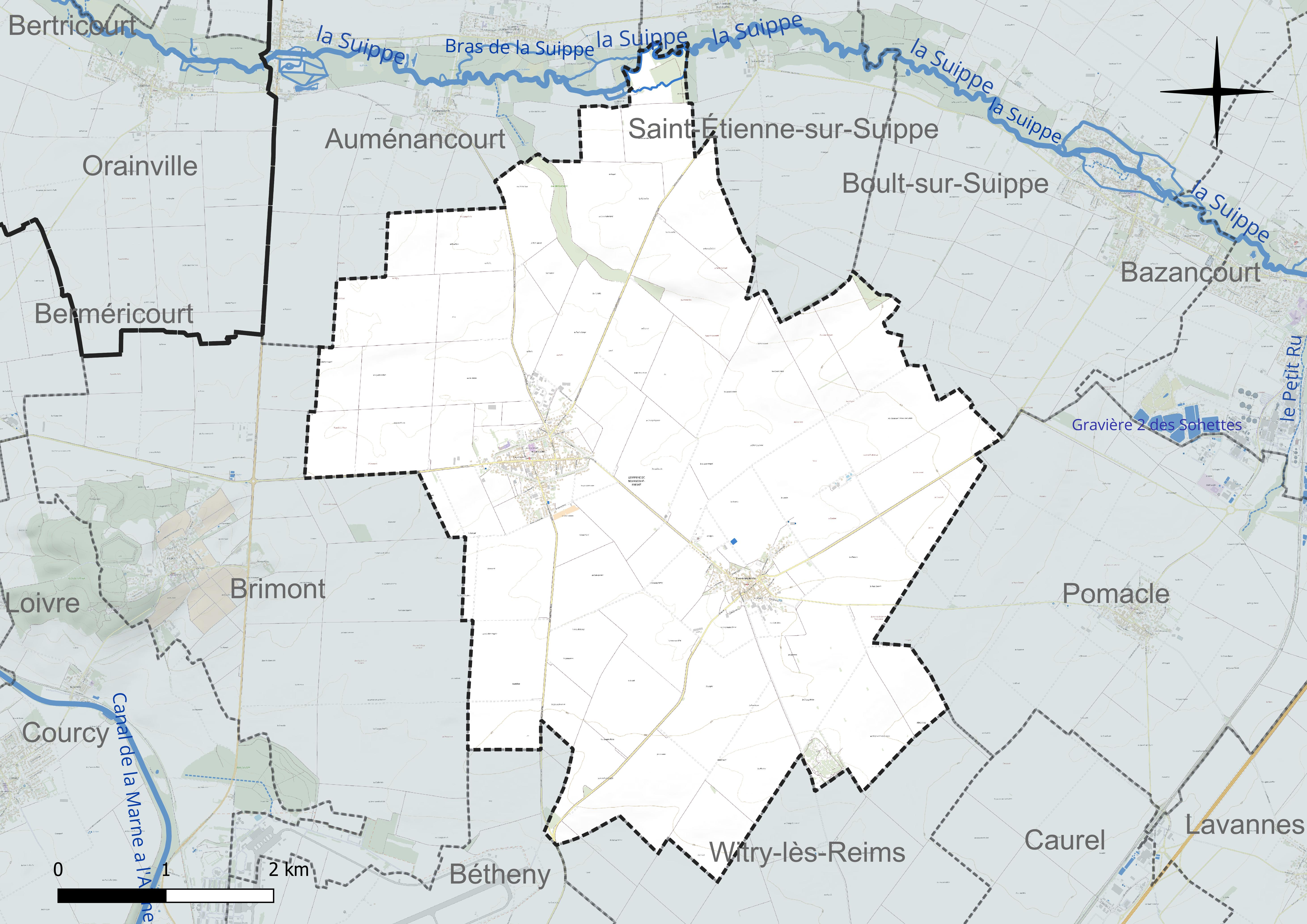
Réseau hydrographique de Bourgogne-Fresne.

#### Gestion et qualité des eaux
Le territoire communal est couvert par le schéma d'aménagement et de gestion des eaux (SAGE) « Aisne Vesle Suippe ». Ce document de planification, dont le territoire s’étend sur 3 096 km2 répartis sur trois départements (Aisne, Marne et Ardennes) et deux régions (Champagne-Ardenne et Picardie), a été approuvé le 16 décembre 2013. La structure porteuse de l'élaboration et de la mise en œuvre est le Syndicat d’aménagement des bassins Aisne Vesle Suippe (SIABAVES).
La qualité des cours d’eau peut être consultée sur un site dédié géré par les agences de l’eau et l’Agence française pour la biodiversité.

### Climat
Pour des articles plus généraux, voir Climat du Grand Est et Climat de la Marne.
En 2010, le climat de la commune est de type climat océanique dégradé des plaines du Centre et du Nord, selon une étude du Centre national de la recherche scientifique s'appuyant sur une série de données couvrant la période 1971-2000. En 2020, Météo-France publie une typologie des climats de la France métropolitaine dans laquelle la commune est exposée à un climat océanique altéré et est dans la région climatique Nord-est du bassin Parisien, caractérisée par un ensoleillement médiocre, une pluviométrie moyenne régulièrement répartie au cours de l’année et un hiver froid (3 °C).
Pour la période 1971-2000, la température annuelle moyenne est de 10,3 °C, avec une amplitude thermique annuelle de 15,5 °C. Le cumul annuel moyen de précipitations est de 694 mm, avec 11,5 jours de précipitations en janvier et 8,4 jours en juillet. Pour la période 1991-2020, la température moyenne annuelle observée sur la station météorologique de Météo-France la plus proche, « Mailly-civc », sur la commune de Mailly-Champagne à 22 km à vol d'oiseau, est de 11,2 °C et le cumul annuel moyen de précipitations est de 755,5 mm. 
La température maximale relevée sur cette station est de 39,8 °C, atteinte le 25 juillet 2019 ; la température minimale est de −20 °C, atteinte le 16 janvier 1985,,.
Les paramètres climatiques de la commune ont été estimés pour le milieu du siècle (2041-2070) selon différents scénarios d'émission de gaz à effet de serre à partir des nouvelles projections climatiques de référence DRIAS-2020. Ils sont consultables sur un site dédié publié par Météo-France en novembre 2022.

## Urbanisme

### Typologie
Au 1er janvier 2024, Bourgogne-Fresne est catégorisée bourg rural, selon la nouvelle grille communale de densité à sept niveaux définie par l'Insee en 2022.
Elle est située hors unité urbaine. Par ailleurs la commune fait partie de l'aire d'attraction de Reims, dont elle est une commune de la couronne,. Cette aire, qui regroupe 294 communes, est catégorisée dans les aires de 200 000 à moins de 700 000 habitants,.

## Toponymie
Bourgogne est attesté sous les formes Burgundia (1190); Burgondia (1216); Bourgoigne (1274); Bourgongne (1278); Bourgoinne (1291); Buergoigne (1326); Bourgondia juxta Remis (1328); Bourgogne lez Reims (1384); Bourgoingne (1398); Bourgungne (XIVe siècle); Bourgoine (XVe siècle).

De Burgundii « Burgondes » et du suffixe latin -ia « domaine des Burgondes ».
Fresne est attesté sous les formes Fraineium(1119) ; Fraxinus (1190) et Fresnei (1222) ; Fraisne (1248) ; Fraines (1281)  et Frêne (XVIIIe siècle).

Fresne est un mot  français issu du latin fraxinus signifiant Frêne.

## Histoire
La commune nouvelle regroupe les communes de Bourgogne et de Fresne-lès-Reims, qui deviennent des communes déléguées, le 1er janvier 2017. Son chef-lieu se situe à Bourgogne.

## Politique et administration
| Nom               | Code Insee | Intercommunalité             | Superficie (km2) | Population (dernière pop. légale) | Densité (hab./km2) |
| ----------------- | ---------- | ---------------------------- | ---------------- | --------------------------------- | ------------------ |
| Bourgogne (siège) | 51075      | CC de la Plaine de Bourgogne | 14,38            | 968 (2014)                        | 67                 |
| Fresne-lès-Reims  | 51261      | CC de la Plaine de Bourgogne | 12,46            | 425 (2014)                        | 34                 |

### Liste des maires
| Période        | Période  | Identité          | Étiquette | Qualité            |
| -------------- | -------- | ----------------- | --------- | ------------------ |
| 2 janvier 2017 | mai 2020 | Jean Paul Lemoine | DVD       | Ingénieur retraité |
| 25 mai 2020    | En cours | Nicolas HABARE    |           | Chef d'entreprise  |

## Population et société

### Démographie
L'évolution du nombre d'habitants est connue à travers les recensements de la population effectués dans la commune depuis sa création.

En 2022, la commune comptait 1 454 habitants, en évolution de +5,13 % par rapport à 2016 (Marne : −1,19 %, France hors Mayotte : +2,11 %).
| 2015  | 2016  | 2017  | 2018  | 2019  | 2022  |
| ----- | ----- | ----- | ----- | ----- | ----- |
| 1 391 | 1 383 | 1 396 | 1 409 | 1 422 | 1 454 |

## Culture locale et patrimoine
Deux monuments historiques sont présents sur la commune :
- Mausolé de Bourgogne
- Église Saint-Pierre de Bourgogne.